# 香港培青社
香港培青社（英語：Hong Kong Youth Development Society），是香港培僑中學教師陳志興主持的一個立場親共的臉書專頁，主要成員大多是培僑校友和校友會，而培僑中學聲稱其與該社無關聯。
香港培青社因經常使用言語暴力而備受批評，臉書曾多次删除該團體的違規違法內容，被該團體指言論自由受到踐踏。另外，香港媒體毛記電視指培青社臉書發言人曾用衊稱「689」稱呼前香港特首梁振英，質疑香港培青社的真正立場。

## 相關事件

### 2014年
8月21日，培青社號召反對全民退保。在社交網站上表態反對全民退休保障計劃，揚言「（就算）沒有資產審查李嘉誠每月都拿3,000（港幣）」

### 2015年
2015年2月，恐怖組織伊斯蘭國殺害日本人後藤健二，培青社發表恥笑後藤健二的言論，被批評言論冷血刻毒。
香港培青社在2015年佔中運動期間多次評擊社會運動人士黃之鋒，包括針對他的個人生活作出評論。在黃之鋒遇襲後，培青社表示強烈譴責暴力行為，又指：「對付暴徒（指黃之鋒），難道用真理的方式還不夠有力嗎？何必要運用暴力？」10月13日，培青社以「肛交」諷黃之鋒司法覆核參選年齡：「（黃）之鋒自己要選立會，所以立會年齡就要降低。咁如果遲D之鋒要玩肛交呢...」
同年8月，香港培青社聲稱以2,000元買下「淫照」，其指大學迎新營大多意識不良，用港幣2,000元要求網民向他們「舉報」及提供有關的色情相片「證據」。
同年，香港培青社網批香港足球員。香港足球隊在旺角大球場與中國隊對戰，結果平手，該成績導致兩隊出線足球世界盃的機會均甚渺茫。「香港培青社」刊文批評香港足球運動員葉鴻輝，指其「沒有風度，是騙子，不是『英雄』！」

### 2016年
1月，香港培青社發布一名行山遇難者的個人資料，又針對他的本土派政治立場作出評論，在臉書寫下「中共派特工到香港推佢落山？天有晴」等字句，惹來批評。
1月5日，香港立法會財經界議員吳亮星在會上宣稱銅鑼灣書店事件中五人坐船偷渡到中國大陸宿娼嫖妓而被公安帶走，受到公眾譴責。香港培青社附和吳亮星的言論，在其專頁發出「緝波令」，向各界索取李波的消息，主張要取得「李波先生與哪些性工作者來往、性工作者個人資料及相片、進出哪些酒店」等資料
。
同年，香港培青社主席陳志興在名為「陳志興」的臉書帳戶中發布粗言穢語，培僑中學校長招祥麒向香港媒體表示，陳老師稱該帳戶並非他本人開設。1月9日，陳志興發表聲明稱收到匿名恐嚇信和染血刀片，決定辭去培青社職務。
同年2月，立法會新界東補選臨近，有網民發現「培青社專頁」以「天有晴」名義發放宣傳圖片，稱「以四人家庭為例：爸爸投4號，媽媽投3號，哥哥投2號，自己投1號」，又稱「甚至如果你認為幾位建制候選人都各有優點，未能作出決定，你可以在所有你心儀的候選人旁邊也蓋上剔號。」不過，由於是次補選只涉一個議席，只有得票最多的候選人才能當選，類似區議會選舉中採用的單議席單票制，故不存在所謂「配票」的效果，而且在同一張選票投選多於一個候選人，在現時香港任何議會的選舉中，都會成為廢票。親中共媒體文匯報報導此事時宣稱非建制派可能會冒充建制，教人錯誤填選票。

## 相關評論
2016年，香港資深傳媒人黃毓民及梁錦祥在MyRadio網上電台批評香港培青社「道德人格崩壞」。
有香港媒體指出，培青社臉書專頁常受大批反對者舉報，亦有網民集體發電郵向培橋中學以及教育局投訴，批評為人師表的陳志興的言論冷血且缺人性。